# Mitrasacme neglecta
Mitrasacme neglecta är en tvåhjärtbladig växtart som beskrevs av Leenh.. Mitrasacme neglecta ingår i släktet Mitrasacme och familjen Loganiaceae. Inga underarter finns listade i Catalogue of Life.